# 行順寺
行順寺（ぎょうじゅんじ）は、三重県いなべ市北勢町南中津原にある真宗大谷派（東本願寺）の寺院。正しくは蓮華山（れんげさん）二階堂行順寺。本尊は阿弥陀如来。蓮如の御旧跡寺院で、北伊勢地方の浄土真宗の中心寺院。北伊勢一向一揆関係の古文書等を襲蔵する。現在の本堂は延享2年（1745年）の再建。毎年4月下旬に蓮如忌が勤められ、宝物を開帳し、多くの参詣人で賑う。同市北勢町其原及び北勢町麻生田に二カ寺の道場（支坊）を持つ。
現在の住職は、仏教学者の田代俊孝（第十八世）である。作家の連城三紀彦は住職に師事し、衆徒（所属僧）になっていたが、2013年10月に亡くなった。

## 歴史
創建は、平安時代の天長4年（827年）、高野山の末寺で当時は真言宗。兵火により焼失後、室町時代の文安五年（1448年）に中興開基の刑部坊空賢と弟子の正玄坊が本願寺の蓮如に帰依し、阿弥陀如来尊形一軸を拝領し浄土真宗となる。宝徳元年（1449年）蓮如が三河をへて北国へ行く途中、近江より竜ヶ岳を越えて来寺し、四日間逗留。そのとき蓮如が染筆した六字名号「虎尾(斑)の名号」を襲蔵し、毎年、蓮如忌に開帳する（『蓮如上人御隠棲実記』・『蓮如上人御隠棲伝記』・『御絵伝差図』以上『大系真宗史料』2007年(法蔵館)所収、北勢町『北勢町史』2000年、750頁参照）。
寺宝として、親鸞聖人木像、蓮如上人筆六字名号、実如上人筆の六字名号と御文、教如上人筆十字名号等を所蔵する（北勢町史）。
蓮如の子、実如や弟子の空善などの編集による『蓮如上人御一代記聞書』、宝暦年間に慧忍によって著わされた『御文来意鈔』などにも「伊勢の空賢」についての記述がある。もともと二階堂氏は代々伊勢益田荘の地頭であり、その子孫の刑部つまり空賢が中津原に屋敷を構え、仏門に入って行順寺の寺祖になったと伝える（『尊卑分脈』『三重縣史料』）。創建時は今よりやや北方にあった。また、第六世正明は、対織田信長との北伊勢一向一揆の中心人物と思われ、近時、それに関わる古文書や防御に用いた刀、槍、火縄銃などの武具などが寺内から発見され、調査が進んでいる。
元寺跡にある「刑部井戸」、幕末期に桑名藩の役人に追われた無宿人が、かくまってもらった恩返しに掘った「報恩水道」、蓮華谷の「蓮如上人腰掛の石」、「袈裟懸けの松」などは今もある。住職が本山や桑名藩へ正式に参勤するときは、本格、半格と称して三十二人、または十六人の伴を従え、行列を組んだ。そのときに用いた大名籠や法被、幟、挟箱、奴の道具などは今も残っている。桑名藩主とは「往来御免」が認められており、籠に乗ったまま、よけるだけで通行できた。

## 道場（教会）

### 其原（そのはら）道場（教会）
いなべ市北勢町其原上垣内341番地にある。真宗大谷派行順寺の支坊。行順寺（本坊）の衆徒が在勤として住す。
享保6年（1721年）行順寺第九世達空が、其原地区門徒からの本坊が遠いので支坊がほしいとの願いを聞き入れ、桑名藩ならびに本山へ願い出て、行順寺掛所として創設。本尊は阿弥陀如来（北勢町史）。施設の護持は其原地区。

### 麻生田（おうだ）説教場（教会）
いなべ市北勢町麻生田2662番地にある。真宗大谷派行順寺の支坊。主管は行順寺（本坊）の住職が兼務。本尊は阿弥陀如来（北勢町史）。施設護持は麻生田地区。